# Tamara Funiciello
Tamara Funiciello, née le 20 mars 1990 à Berne (originaire de Gurbrü, double nationale italo-suisse), est une personnalité politique suisse, membre du Parti socialiste. 
Elle est députée du canton de Berne au Conseil national depuis décembre 2019.

## Biographie
Tamara Funiciello naît le 20 mars 1990 à Berne. Elle est originaire de Gurbrü (BE) par sa mère, Lotti Hurni, employée de commerce, et italienne par son père, Remigio Funiciello, ouvrier originaire de la région de Naples, venu initialement comme saisonnier en Suisse. Elle a un frère cadet né en 1992. La famille déménage en Sardaigne en 1995, à Bosa, où son père travaille comme cordonnier, puis revient à Berne dans les années 2000. 
Après avoir obtenu sa maturité au gymnase de Neufeld à Berne en 2009, elle commence des études en relations internationales à l'Université de Genève en 2010, puis bifurque vers des études d'histoire et de sciences sociales à l'Université de Berne, où elle obtient une maîtrise 2017. Elle exerce divers petits emplois avant d'occuper le poste de secrétaire du syndicat Unia de janvier 2013 à juin 2016,,. Elle siège au comité central d'Unia[réf. souhaitée]. 
Tamara Funiciello a joué dans l'équipe nationale suisse féminine de hockey sur gazon, au poste de gardien. Elle a remporté la médaille d'or de la division C aux championnats d'Europe des moins de 21 ans.
Elle s'exprime pour la première fois publiquement sur sa sexualité en juin 2019, dans une interview accordée à l'hebdomadaire suisse alémanique Das Magazin, en se déclarant bisexuelle. Après avoir vécu plusieurs relations avec des hommes, elle partage actuellement sa vie avec une femme. Elle est la première élue au Conseil national à avoir déclaré publiquement qu'elle aime les femmes.
Elle habite en colocation à Berne.

## Parcours politique
Membre du Comité de la Jeunesse socialiste suisse de 2012 à 2016, coprésidente de la section bernoise de 2014 à 2016[réf. souhaitée], elle est présidente de la Jeunesse socialiste suisse de juin 2016 à août 2019,,. Elle est la première femme à occuper ce poste. 
Elle est députée au législatif de la ville de Berne du 1er janvier 2017 au 31 mai 2018, puis députée au Grand Conseil bernois du 1er juin 2018 au 24 novembre 2019.
Elle est élue au Conseil national lors des élections fédérales de 2019, devant les sortants non réélus Corrado Pardini et Adrian Wüthrich. Elle est réélue en octobre 2023. Elle est membre de la Commission des affaires juridiques (CAJ). 
Membre du Comité directeur du PS du canton de Berne de 2014 à 2016, elle est l'une des cinq vice-présidentes du PS Suisse de 4 décembre 2016 au 17 octobre 2020. Le 29 février 2020, elle est élue à la coprésidence des Femmes socialistes suisses.

### Actions d'éclat
Elle est connue pour plusieurs actions d'éclat. En mars 2017, dans une affiche pour la Marche des femmes de Zurich, on la voit partiellement dénudée brûler son soutien-gorge au chalumeau. En octobre de la même année, elle organise un campement sauvage devant la villa de la conseillère nationale Magdalena Martullo-Blocher pour marquer le lancement de l'initiative de la Jeunesse socialiste contre les super-riches. En octobre 2019, elle distribue des vibromasseurs dans la gare de Berne pour dénoncer les inégalités salariales entre hommes et femmes. Son slogan de campagne pour les élections fédérales de 2019 est « WTF » (pour Vote Tamara Funiciello en allemand).